# WWE 24/7 Championship

La cintura del 24/7 Championship

Il WWE 24/7 Championship è stato un titolo di wrestling di proprietà della WWE che poteva essere difeso in tutti i roster.

## Storia
Nella puntata di Raw del 20 maggio 2019, Mick Foley rivelò il titolo che, come il precedente Hardcore Championship (attivo dal 1998 al 2002) e la sua regola 24/7, poteva essere difeso sette giorni su sette e ventiquattrore su ventiquattro (da cui appunto prende il nome) purché ci fosse un arbitro, e oltre a questo poteva essere difeso in ogni roster (Raw, SmackDown e NXT), e chiunque, indipendentemente dal sesso o se sia un wrestler, avrebbe potuto vincere il titolo. Dopo l'annuncio, Foley posò la cintura sul ring e disse che chiunque l'avesse presa per primo sarebbe diventato il campione inaugurale: tale riconoscimento spettò a Titus O'Neil, capace di imporsi su numerosi altri wrestler in corsa verso il ring.
Nonostante ciò che è stato detto precedentemente, il titolo poteva anche venir difeso in incontri regolari, come nella puntata di Raw del 24 giugno quando il campione R-Truth difese con successo la cintura contro Drake Maverick. Il titolo, tuttavia, si prestava a chiari intenti comici, come fu per l'Hardcore Championship nella seconda parte della sua esistenza, ripercorrendo lo stesso modus operandi della sua controparte hardcore. Il titolo è stato vinto da dodici donne nel corso della sua attività: Alexa Bliss, Alicia Fox, Alundra Blayze, Candice Michelle, Carmella, Dana Brooke (l'unica ad averlo detenuto più di undici volte e con un regno superiore agli altri femminili), Daphanie LaShaunn, Doudrop, Kelly Kelly, Maria Kanellis, Nikki A.S.H. e Tamina. I Revival sono stati i primi co-campioni avendo vinto il titolo schienando insieme R-Truth. Rob Stone, il conduttore di Fox College Football della Fox, è stato il primo non wrestler a vincere il titolo.
La cintura venne poi definitivamente ritirata il 9 novembre 2022 dopo che, il 7 novembre a Raw, Nikki Cross conquistò il titolo contro Dana Brooke e poi, nel backstage, gettò la cintura con disinteresse in un bidone della spazzatura. A livello internazionale, un altro titolo molto simile al 24/7 Championship è l'Ironman Heavymetalweight Championship della federazione giapponese DDT Pro-Wrestling.

### Cintura
La struttura della cintura che rappresentava il 24/7 Championship era di colore verde, con la parte centrale rotonda, la quale presentava una placca dorata con al centro la scritta 24/7, e sotto di esse la scritta "Champion", con il logo della WWE in alto. Ai lati della cintura, inoltre, erano presenti due placche dorate rettangolari. Durante il secondo regno di Drake Maverick, sulle placche rettangolari laterali erano stati attaccati due adesivi con la scritta "Maverick 24:7". Durante il primo regno di Samir Singh, la cintura presentava la scritta "Bollywood" (in lettere adesive) sulla parte superiore e inferiore.

## Albo d'oro
| #   | Campione            | Regno  | Data              | Giorni | Località                      | Evento                                 | Note | Fonti  |
| --- | ------------------- | ------ | ----------------- | ------ | ----------------------------- | -------------------------------------- | --- | ------ |
| 1   | Titus O'Neil        | 1      | 20 maggio 2019    | <1     | Albany, New York              | Raw                                    | Dopo l'annuncio del titolo, Mick Foley posò la cintura sul ring, dicendo che chiunque l'avesse presa sarebbe diventato il campione inaugurale. | [ 2 ]  |
| 2   | Robert Roode        | 1      | 20 maggio 2019    | <1     | Albany, New York              | Raw                                    | Roode schienò O'Neil sulla rampa d'ingresso dello stage. | [ 2 ]  |
| 3   | R-Truth             | 1      | 20 maggio 2019    | 8      | Albany, New York              | Raw                                    | R-Truth schienò Roode nel parcheggio dell'arena. | [ 2 ]  |
| 4   | Elias               | 1      | 28 maggio 2019    | <1     | Tulsa, Oklahoma               | SmackDown                              | | [ 3 ]  |
| 5   | R-Truth             | 2      | 28 maggio 2019    | 5      | Tulsa, Oklahoma               | SmackDown                              | | [ 4 ]  |
| 6   | Jinder Mahal        | 1      | 2 giugno 2019     | <1     | —                             | —                                      | Mahal schienò R-Truth in un campo da golf. Tale cambio di titolo venne mandato in onda su YouTube. | [ 5 ]  |
| 7   | R-Truth             | 3      | 2 giugno 2019     | 2      | —                             | —                                      | R-Truth schienò Mahal subito dopo sul campo da golf. Tale cambio di titolo venne mandato in onda su YouTube. | [ 5 ]  |
| 8   | Elias               | 2      | 4 giugno 2019     | <1     | Laredo, Texas                 | SmackDown                              | In un Lumberjack match nel quale la regola 24/7 fu temporaneamente sospesa. | [ 6 ]  |
| 9   | R-Truth             | 4      | 4 giugno 2019     | 2      | Laredo, Texas                 | SmackDown                              | R-Truth schienò Elias sotto al ring. | [ 6 ]  |
| 10  | Jinder Mahal        | 2      | 6 giugno 2019     | <1     | Francoforte                   | —                                      | Mahal schienò R-Truth in un aeroporto. Tale cambio di titolo venne mandato in onda su YouTube. | [ 7 ]  |
| 11  | R-Truth             | 5      | 6 giugno 2019     | 12     | 39.000 piedi sul Mar Rosso    | —                                      | R-Truth schienò Mahal su un aereo in volo. Tale cambio di titolo venne mandato in onda su YouTube. | [ 8 ]  |
| 12  | Drake Maverick      | 1      | 18 giugno 2019    | 2      | Ontario, California           | SmackDown                              | Maverick schienò R-Truth nel parcheggio dell'arena. | [ 9 ]  |
| 13  | R-Truth             | 6      | 20 giugno 2019    | 4      | —                             | —                                      | R-Truth schienò Maverick durante il matrimonio di quest'ultimo. Tale cambio di titolo venne mandato in onda su YouTube. | [ 10 ] |
| 14  | Heath Slater        | 1      | 24 giugno 2019    | <1     | Everett, Washington           | Raw                                    | Slater avrebbe dovuto affrontare Mojo Rawley ma, poco dopo, schienò il sopraggiunto R-Truth. | [ 11 ] |
| 15  | R-Truth             | 7      | 24 giugno 2019    | <1     | Everett, Washington           | Raw                                    | | [ 11 ] |
| 16  | Cedric Alexander    | 1      | 24 giugno 2019    | <1     | Everett, Washington           | Raw                                    | | [ 11 ] |
| 17  | EC3                 | 1      | 24 giugno 2019    | <1     | Everett, Washington           | Raw                                    | EC3 schienò Alexander fuori dal ring. | [ 11 ] |
| 18  | R-Truth             | 8      | 24 giugno 2019    | 7      | Everett, Washington           | Raw                                    | R-Truth schienò EC3 sulla rampa del ring. | [ 11 ] |
| 19  | Drake Maverick      | 2      | 1º luglio 2019    | 14     | Dallas, Texas                 | Raw                                    | Maverick schienò R-Truth nel backstage. | [ 12 ] |
| 20  | R-Truth             | 9      | 15 luglio 2019    | 9      | Uniondale, New York           | Raw                                    | R-Truth schienò Maverick in una camera d'albergo. | [ 13 ] |
| 21  | Drake Maverick      | 3      | 22 luglio 2019    | <1     | Tampa, Florida                | Raw Reunion                            | Maverick schienò R-Truth nel backstage. | [ 14 ] |
| 22  | Pat Patterson       | 1      | 22 luglio 2019    | <1     | Tampa, Florida                | Raw Reunion                            | Patterson schienò Maverick in uno spogliatoio. | [ 14 ] |
| 23  | Gerald Brisco       | 1      | 22 luglio 2019    | <1     | Tampa, Florida                | Raw Reunion                            | Brisco schienò Patterson nel backstage in un segmento non mandato in onda. | [ 14 ] |
| 24  | Kelly Kelly         | 1      | 22 luglio 2019    | <1     | Tampa, Florida                | Raw Reunion                            | Kelly Kelly fu la prima donna a vincere il titolo. | [ 14 ] |
| 25  | Candice Michelle    | 1      | 22 luglio 2019    | <1     | Tampa, Florida                | Raw Reunion                            | Candice schienò Kelly Kelly nel backstage. Melina era l'arbitro speciale. | [ 14 ] |
| 26  | Alundra Blayze      | 1      | 22 luglio 2019    | <1     | Tampa, Florida                | Raw Reunion                            | Alundra sottomise Candice nel backstage. Melina era l'arbitro speciale. | [ 14 ] |
| 27  | Ted DiBiase         | 1      | 22 luglio 2019    | <1     | Tampa, Florida                | Raw Reunion                            | Alundra stava per gettare il titolo in un cestino, ma DiBiase glielo comprò. | [ 14 ] |
| 28  | Drake Maverick      | 4      | 22 luglio 2019    | <1     | Tampa, Florida                | Raw Reunion                            | Maverick schienò DiBiase in una limousine. | [ 14 ] |
| 29  | R-Truth             | 10     | 22 luglio 2019    | 7      | Tampa, Florida                | Raw Reunion                            | R-Truth schienò Maverick nel backstage. | [ 14 ] |
| 30  | Mike Kanellis       | 1      | 29 luglio 2019    | <1     | Little Rock, Arkansas         | Raw                                    | Kanellis schienò R-Truth dopo una confusione tra vari wrestler sul ring. | [ 15 ] |
| 31  | Maria Kanellis      | 1      | 29 luglio 2019    | 7      | Little Rock, Arkansas         | Raw                                    | Maria forzò suo marito Mike a farsi schienare nel backstage. | [ 15 ] |
| 32  | Mike Kanellis       | 2      | 5 agosto 2019     | <1     | Pittsburgh, Pennsylvania      | Raw                                    | Mike schienò sua moglie Maria dal ginecologo. | [ 16 ] |
| 33  | R-Truth             | 11     | 5 agosto 2019     | 7      | Pittsburgh, Pennsylvania      | Raw                                    | R-Truth schienò Mike nella sala d'attesa del ginecologo. | [ 16 ] |
| 34  | The Revival         | 1      | 12 agosto 2019    | <1     | Toronto                       | Raw                                    | I Revival schienarono insieme R-Truth diventando co-campioni. | [ 17 ] |
| 35  | R-Truth             | 12     | 12 agosto 2019    | <1     | Toronto                       | Raw                                    | | [ 17 ] |
| 36  | Elias               | 3      | 12 agosto 2019    | 12     | Toronto                       | Raw                                    | Elias schienò R-Truth nel backstage dopo averlo colpito con una chitarra. | [ 17 ] |
| 37  | R-Truth             | 13     | 23 agosto 2019    | <1     | Los Angeles, California       | Fox Sports Founders Day                | R-Truth schienò Elias su di un palco. Tale cambio di titolo venne mandato in onda su YouTube il 24 agosto 2019. | [ 18 ] |
| 38  | Rob Stone           | 1      | 23 agosto 2019    | <1     | Los Angeles, California       | —                                      | Stone schienò R-Truth sul set del programma Fox College Football. Tale cambio di titolo venne mandato in onda su YouTube il 24 agosto 2019. | [ 19 ] |
| 39  | Elias               | 4      | 23 agosto 2019    | 4      | Los Angeles, California       | —                                      | Elias schienò Stone sul set del programma Fox College Football. Tale cambio di titolo venne mandato in onda su YouTube il 24 agosto 2019. | [ 19 ] |
| 40  | Drake Maverick      | 5      | 27 agosto 2019    | 7      | Baton Rouge, Louisiana        | SmackDown                              | | [ 20 ] |
| 41  | Bo Dallas           | 1      | 3 settembre 2019  | <1     | Norfolk, Virginia             | SmackDown                              | Dallas schienò Maverick nel backstage. | [ 21 ] |
| 42  | Drake Maverick      | 6      | 3 settembre 2019  | <1     | Norfolk, Virginia             | SmackDown                              | | [ 21 ] |
| 43  | R-Truth             | 14     | 3 settembre 2019  | 6      | Norfolk, Virginia             | SmackDown                              | R-Truth schienò Maverick sulla rampa d'ingresso dell'arena | [ 21 ] |
| 44  | Enes Kanter         | 1      | 9 settembre 2019  | <1     | New York, New York            | Main Event                             | Tale cambio di titolo venne mandato in onda a Raw. | [ 22 ] |
| 45  | R-Truth             | 15     | 9 settembre 2019  | 7      | New York, New York            | Main Event                             | Tale cambio di titolo venne mandato in onda a Raw. | [ 22 ] |
| 46  | Glenn Jacobs        | 1      | 16 settembre 2019 | <1     | Knoxville, Tennessee          | Raw                                    | Jacobs schienò R-Truth in un campo da football americano. | [ 23 ] |
| 47  | R-Truth             | 16     | 16 settembre 2019 | 4      | Knoxville, Tennessee          | Raw                                    | R-Truth schienò Jacobs in un parcheggio. | [ 23 ] |
| 48  | EC3                 | 2      | 20 settembre 2019 | <1     | Quezon City                   | House Show                             | | [ 24 ] |
| 49  | R-Truth             | 17     | 20 settembre 2019 | 1      | Quezon City                   | House Show                             | | [ 24 ] |
| 50  | EC3                 | 3      | 21 settembre 2019 | <1     | Shangai                       | House Show                             | | [ 24 ] |
| 51  | R-Truth             | 18     | 21 settembre 2019 | 1      | Shangai                       | House Show                             | Chad Gable era l'arbitro speciale. | [ 24 ] |
| 52  | EC3                 | 4      | 22 settembre 2019 | <1     | Honolulu                      | House Show                             | | [ 24 ] |
| 53  | R-Truth             | 19     | 22 settembre 2019 | 1      | Honolulu                      | House Show                             | Chad Gable era l'arbitro speciale. | [ 24 ] |
| 54  | Carmella            | 1      | 23 settembre 2019 | 11     | San Francisco, California     | Raw                                    | | [ 25 ] |
| 55  | Marshmello          | 1      | 4 ottobre 2019    | <1     | Los Angeles, California       | SmackDown 20th Anniversary             | Marshmello schienò Carmella nel backstage. Tale cambio di titolo venne mandato in onda su YouTube. | [ 26 ] |
| 56  | Carmella            | 2      | 4 ottobre 2019    | 2      | Los Angeles, California       | SmackDown 20th Anniversary             | Carmella schienò Marshmello nel backstage. Tale cambio di titolo venne mandato in onda su YouTube. | [ 27 ] |
| 57  | Tamina              | 1      | 6 ottobre 2019    | <1     | Sacramento, California        | Hell in a Cell                         | Tamina schienò Carmella nel backstage. | [ 28 ] |
| 58  | R-Truth             | 20     | 6 ottobre 2019    | 15     | Sacramento, California        | Hell in a Cell                         | R-Truth schienò Tamina vicino ai tavolo dei commentatori grazie all'aiuto di Carmella. | [ 28 ] |
| 59  | Sunil Singh         | 1      | 21 ottobre 2019   | 10     | Cleveland, Ohio               | Raw                                    | Sunil schienò R-Truth nel backstage. | [ 29 ] |
| 60  | R-Truth             | 21     | 31 ottobre 2019   | <1     | Riad                          | Crown Jewel                            | R-Truth schienò Sunil fuori dal ring durante una Battle Royal. | [ 30 ] |
| 61  | Samir Singh         | 1      | 31 ottobre 2019   | 18     | Riad                          | Crown Jewel                            | Samir schienò R-Truth nel backstage. | [ 31 ] |
| 62  | R-Truth             | 22     | 18 novembre 2019  | 1      | Boston, Massachusetts         | Raw                                    | R-Truth, travestito da paramedico, schienò Samir in una saletta nel backstage. | [ 32 ] |
| 63  | Michael Giaccio     | 1      | 19 novembre 2019  | <1     | Stamford, Connecticut         | WWE HQ Town Hall Meeting               | Giaccio schienò R-Truth durante la trasmissione. Tale cambio di titolo venne mandato in onda su YouTube. | [ 33 ] |
| 64  | R-Truth             | 23     | 19 novembre 2019  | 13     | Stamford, Connecticut         | Talent Relations Meetings              | R-Truth schienò Giaccio in un ufficio. Tale cambio di titolo venne mandato in onda su YouTube. | [ 34 ] |
| 65  | Kyle Busch          | 1      | 2 dicembre 2019   | <1     | Nashville, Tennessee          | Raw                                    | Busch schienò R-Truth fuori dal ring. | [ 35 ] |
| 66  | R-Truth             | 24     | 2 dicembre 2019   | 20     | Nashville, Tennessee          | Raw                                    | R-Truth schienò Busch nel backstage durante un set fotografico. Tale cambio di titolo venne mandato in onda su YouTube. | [ 36 ] |
| 67  | Akira Tozawa        | 1      | 22 dicembre 2019  | <1     | New York City, New York       | Raw                                    | Tozawa schienò R-Truth al Rockefeller Center. In onda il 23 dicembre 2019. | [ 37 ] |
| 68  | Santa Claus         | 1      | 22 dicembre 2019  | <1     | New York City, New York       | Raw                                    | Santa Claus schienò Tozawa al Columbus Circle. In onda il 23 dicembre 2019. | [ 37 ] |
| 69  | R-Truth             | 25     | 22 dicembre 2019  | 6      | New York City, New York       | Raw                                    | R-Truth schienò Santa Claus al Lincoln Memorial. In onda il 23 dicembre 2019. | [ 37 ] |
| 70  | Samir Singh         | 2      | 26 dicembre 2019  | <1     | New York City, New York       | House Show                             | | [ 38 ] |
| 71  | Sunil Singh         | 2      | 26 dicembre 2019  | <1     | New York City, New York       | House Show                             | | [ 38 ] |
| 72  | R-Truth             | 26     | 26 dicembre 2019  | 1      | New York City, New York       | House Show                             | | [ 38 ] |
| 73  | Samir Singh         | 3      | 27 dicembre 2019  | <1     | Pittsburgh, Pennsylvania      | House Show                             | In un 2-on-1 Handicap match dove Sunil Singh era in coppia con Samir. | [ 39 ] |
| 74  | Mike Rome           | 1      | 27 dicembre 2019  | <1     | Pittsburgh, Pennsylvania      | House Show                             | | [ 39 ] |
| 75  | Sunil Singh         | 3      | 27 dicembre 2019  | <1     | Pittsburgh, Pennsylvania      | House Show                             | | [ 39 ] |
| 76  | R-Truth             | 27     | 27 dicembre 2019  | 1      | Pittsburgh, Pennsylvania      | House Show                             | | [ 39 ] |
| 77  | Samir Singh         | 4      | 28 dicembre 2019  | <1     | Baltimora, Maryland           | House Show                             | In un 2-on-1 Handicap match dove Sunil Singh era in coppia con Samir. | [ 40 ] |
| 78  | R-Truth             | 28     | 28 dicembre 2019  | 1      | Baltimora, Maryland           | House Show                             | | [ 40 ] |
| 79  | Sunil Singh         | 4      | 29 dicembre 2019  | <1     | Hershey, Pennsylvania         | House Show                             | In un 2-on-1 Handicap match dove Samir Singh era in coppia con Sunil. | [ 41 ] |
| 80  | Samir Singh         | 5      | 29 dicembre 2019  | <1     | Hershey, Pennsylvania         | House Show                             | | [ 41 ] |
| 81  | R-Truth             | 29     | 29 dicembre 2019  | 2      | Hershey, Pennsylvania         | House Show                             | | [ 41 ] |
| 82  | Mojo Rawley         | 1      | 31 dicembre 2019  | <1     | New York City, New York       | Fox's New Year's Eve with Steve Harvey | Rawley schienò R-Truth a Times Square. Maria Menounos era l'arbitro speciale. | [ 42 ] |
| 83  | R-Truth             | 30     | 31 dicembre 2019  | 13     | New York City, New York       | Fox's New Year's Eve with Steve Harvey | R-Truth schienò Rawley a Times Square dopo che Elias l'aveva colpito con una chitarra. Maria Menounos era l'arbitro speciale. | [ 42 ] |
| 84  | Mojo Rawley         | 2      | 13 gennaio 2020   | 4      | Lexington, Kentucky           | Raw                                    | Rawley schienò R-Truth sulla rampa d'ingresso dello stage. | [ 43 ] |
| 85  | R-Truth             | 31     | 17 gennaio 2020   | <1     | Lafayette, Louisiana          | House Show                             | | [ 44 ] |
| 86  | Mojo Rawley         | 3      | 17 gennaio 2020   | 1      | Lafayette, Louisiana          | House Show                             | | [ 44 ] |
| 87  | R-Truth             | 32     | 18 gennaio 2020   | <1     | Jackson, Mississippi          | House Show                             | | [ 45 ] |
| 88  | Mojo Rawley         | 4      | 18 gennaio 2020   | 1      | Jackson, Mississippi          | House Show                             | | [ 45 ] |
| 89  | R-Truth             | 33     | 19 gennaio 2020   | <1     | Topeka, Kansas                | House Show                             | | [ 46 ] |
| 90  | Mojo Rawley         | 5      | 19 gennaio 2020   | 8      | Topeka, Kansas                | House Show                             | | [ 46 ] |
| 91  | R-Truth             | 34     | 27 gennaio 2020   | <1     | San Antonio, Texas            | Raw                                    | | [ 47 ] |
| 92  | Mojo Rawley         | 6      | 27 gennaio 2020   | 14     | San Antonio, Texas            | Raw                                    | | [ 47 ] |
| 93  | Riddick Moss        | 1      | 10 febbraio 2020  | 41     | Ontario, California           | Raw                                    | | [ 48 ] |
| 94  | R-Truth             | 35     | 22 marzo 2020     | 3      | Orlando, Florida              | —                                      | R-Truth schienò Moss mentre questi faceva jogging in una strada del suo quartiere. Tale cambio di titolo venne mandato in onda su YouTube. | [ 49 ] |
| 95  | Mojo Rawley         | 7      | 25 marzo 2020     | 1      | Orlando, Florida              | WrestleMania 36                        | In onda il 4 aprile 2020. | [ 50 ] |
| 96  | Rob Gronkowski      | 1      | 26 marzo 2020     | 67     | Orlando, Florida              | WrestleMania 36                        | In onda il 5 aprile 2020. | [ 51 ] |
| 97  | R-Truth             | 36     | 1º giugno 2020    | 16     | Foxborough, Massachusetts     | —                                      | R-Truth schienò Gronkowski nel cortile della casa di quest'ultimo. Tale cambio di titolo venne mandato in onda a Raw. | [ 52 ] |
| 98  | Akira Tozawa        | 2      | 17 giugno 2020    | 10     | Orlando, Florida              | Raw                                    | In onda il 22 giugno 2020. | [ 53 ] |
| 99  | R-Truth             | 37     | 27 giugno 2020    | 23     | Orlando, Florida              | Raw                                    | In onda il 29 giugno 2020. | [ 54 ] |
| 100 | Shelton Benjamin    | 1      | 20 luglio 2020    | 14     | Orlando, Florida              | Raw                                    | Benjamin schienò R-Truth nel backstage. | [ 55 ] |
| 101 | Akira Tozawa        | 3      | 3 agosto 2020     | <1     | Orlando, Florida              | Raw                                    | In un Triple Threat match che comprendeva anche R-Truth. La regola 24/7 fu temporaneamente sospesa. | [ 56 ] |
| 102 | R-Truth             | 38     | 3 agosto 2020     | 11     | Orlando, Florida              | Raw                                    | R-Truth schienò Tozawa sulla rampa d'accesso al ring. In onda il 10 agosto 2020. | [ 57 ] |
| 103 | Shelton Benjamin    | 2      | 13 agosto 2020    | <1     | Orlando, Florida              | Raw                                    | Benjamin schienò R-Truth fuori dal ring. In onda il 17 agosto 2020. | [ 58 ] |
| 104 | Cedric Alexander    | 2      | 13 agosto 2020    | <1     | Orlando, Florida              | Raw                                    | Alexander schienò Benjamin fuori dal ring. In onda il 17 agosto 2020. | [ 58 ] |
| 105 | Shelton Benjamin    | 3      | 13 agosto 2020    | 11     | Orlando, Florida              | Raw                                    | Benjamin schienò Alexander fuori dal ring. In onda il 17 agosto 2020. | [ 58 ] |
| 106 | Akira Tozawa        | 4      | 24 agosto 2020    | 7      | Orlando, Florida              | Raw                                    | In un Fatal 4-Way match che comprendeva anche Cedric Alexander e R-Truth. La regola 24/7 fu temporaneamente sospesa. | [ 59 ] |
| 107 | R-Truth             | 39     | 31 agosto 2020    | 27     | Orlando, Florida              | Raw                                    | R-Truth schienò Tozawa nel parcheggio dell'arena. | [ 60 ] |
| 108 | Drew Gulak          | 1      | 27 settembre 2020 | <1     | Orlando, Florida              | Clash of Champions                     | Gulak schienò R-Truth nel backstage. | [ 61 ] |
| 109 | R-Truth             | 40     | 27 settembre 2020 | 1      | Orlando, Florida              | Clash of Champions                     | R-Truth schienò Gulak nel backstage. | [ 61 ] |
| 110 | Akira Tozawa        | 5      | 28 settembre 2020 | <1     | Orlando, Florida              | Raw                                    | Tozawa schienò R-Truth nel backstage. | [ 62 ] |
| 111 | Drew Gulak          | 2      | 28 settembre 2020 | <1     | Orlando, Florida              | Raw                                    | Gulak schienò Tozawa nel backstage. | [ 62 ] |
| 112 | R-Truth             | 41     | 28 settembre 2020 | 7      | Orlando, Florida              | Raw                                    | R-Truth schienò Gulak nel backstage. | [ 62 ] |
| 113 | Drew Gulak          | 3      | 5 ottobre 2020    | <1     | Orlando, Florida              | Raw                                    | Gulak schienò R-Truth nel backstage. | [ 63 ] |
| 114 | R-Truth             | 42     | 5 ottobre 2020    | 28     | Orlando, Florida              | Raw                                    | R-Truth schienò Gulak in un cassone dell'immondizia. | [ 63 ] |
| 115 | Drew Gulak          | 4      | 2 novembre 2020   | 7      | Orlando, Florida              | Raw                                    | Gulak schienò R-Truth sul ring dopo che Bobby Lashley aveva attaccato entrambi, lasciando l'incosciente Gulak sopra ad R-Truth permettendogli così di schienarlo. | [ 64 ] |
| 116 | R-Truth             | 43     | 9 novembre 2020   | <1     | Orlando, Florida              | Raw                                    | R-Truth schienò Gulak nel backstage. | [ 65 ] |
| 117 | Akira Tozawa        | 6      | 9 novembre 2020   | <1     | Orlando, Florida              | Raw                                    | In un 7-Way match che comprendeva anche Drew Gulak, Erik, Gran Metalik, Lince Dorado e Tucker. | [ 65 ] |
| 118 | Erik                | 1      | 9 novembre 2020   | <1     | Orlando, Florida              | Raw                                    | | [ 65 ] |
| 119 | Drew Gulak          | 5      | 9 novembre 2020   | <1     | Orlando, Florida              | Raw                                    | | [ 65 ] |
| 120 | Tucker              | 1      | 9 novembre 2020   | <1     | Orlando, Florida              | Raw                                    | | [ 65 ] |
| 121 | Drew Gulak          | 6      | 9 novembre 2020   | <1     | Orlando, Florida              | Raw                                    | | [ 65 ] |
| 122 | Tucker              | 2      | 9 novembre 2020   | <1     | Orlando, Florida              | Raw                                    | | [ 65 ] |
| 123 | Gran Metalik        | 1      | 9 novembre 2020   | <1     | Orlando, Florida              | Raw                                    | | [ 65 ] |
| 124 | Lince Dorado        | 1      | 9 novembre 2020   | <1     | Orlando, Florida              | Raw                                    | | [ 65 ] |
| 125 | R-Truth             | 44     | 9 novembre 2020   | 13     | Orlando, Florida              | Raw                                    | | [ 65 ] |
| 126 | The Gobbledy Gooker | 1      | 22 novembre 2020  | <1     | Orlando, Florida              | Survivor Series                        | Gooker schienò R-Truth davanti al tavolo degli analisti nel Kick-off dell'evento. Più tardi, quella sera, si scoprì che Gooker era in realtà Drew Gulak travestito. La WWE, tuttavia, non riconosce questo come il settimo regno di Gulak bensì come un regno a parte di Gooker.     | [ 66 ] |
| 127 | Akira Tozawa        | 7      | 22 novembre 2020  | <1     | Orlando, Florida              | Survivor Series                        | Tozawa schienò Gooker nel backstage. | [ 66 ] |
| 128 | R-Truth             | 45     | 22 novembre 2020  | 39     | Orlando, Florida              | Survivor Series                        | R-Truth schienò Tozawa nel backstage. | [ 66 ] |
| 129 | Angel Garza         | 1      | 31 dicembre 2020  | 4      | —                             | TikTok's New Year's Eve Party          | Garza schienò R-Truth durante il party di fine anno. Tale cambio di titolo venne mandato in onda su TikTok. | [ 67 ] |
| 130 | R-Truth             | 46     | 4 gennaio 2021    | 27     | Saint Petersburg, Florida     | Raw Legends Night                      | R-Truth schienò Garza nel backstage. | [ 68 ] |
| 131 | Alicia Fox          | 1      | 31 gennaio 2021   | <1     | Saint Petersburg, Florida     | Royal Rumble                           | Alicia schienò R-Truth durante il Women's Royal Rumble match. | [ 69 ] |
| 132 | R-Truth             | 47     | 31 gennaio 2021   | <1     | Saint Petersburg, Florida     | Royal Rumble                           | R-Truth schienò la Fox fuori dal ring durante il Women's Royal Rumble match. | [ 69 ] |
| 133 | Peter Rosenberg     | 1      | 31 gennaio 2021   | 1      | Saint Petersburg, Florida     | Royal Rumble                           | Rosenberg schienò R-Truth davanti al tavolo degli analisti dell'evento. | [ 69 ] |
| 134 | R-Truth             | 48     | 1º febbraio 2021  | 5      | —                             | The Michael Kay Show                   | R-Truth schienò Rosenberg in una camera d'albergo durante la diretta dello show radiofonico. Tale cambio di titolo è stato mandato in onda su YouTube. | [ 70 ] |
| 135 | Doug Flutie         | 1      | 6 febbraio 2021   | <1     | Clearwater, Florida           | Celebrity Flag Football Tournament     | Flutie schienò R-Truth durante l'intervallo del torneo. Tale cambio di titolo venne mandato in onda su ESPNews. | [ 71 ] |
| 136 | R-Truth             | 49     | 6 febbraio 2021   | 9      | Clearwater, Florida           | Celebrity Flag Football Tournament     | R-Truth schienò Flutie durante l'intervallo del torneo. Tale cambio di titolo venne mandato in onda su ESPNews. | [ 71 ] |
| 137 | Akira Tozawa        | 8      | 15 febbraio 2021  | <1     | Saint Petersburg, Florida     | Raw                                    | Tozawa schienò R-Truth nel backstage. | [ 72 ] |
| 138 | Bad Bunny           | 1      | 15 febbraio 2021  | 28     | Saint Petersburg, Florida     | Raw                                    | Bunny schienò Tozawa nel backstage. | [ 72 ] |
| 139 | R-Truth             | 50     | 15 marzo 2021     | 6      | Saint Petersburg, Florida     | Raw                                    | R-Truth ricevette il titolo da Bad Bunny in cambio di articoli del merchandising di Steve Austin. | [ 73 ] |
| 140 | Joseph Average      | 1      | 21 marzo 2021     | <1     | Saint Petersburg, Florida     | Fastlane                               | Average schienò R-Truth nel backstage dinanzi ad uno stand della Old Spice. Average, in realtà, era Rik Bugez, una delle reclute del Performance Center. | [ 74 ] |
| 141 | R-Truth             | 51     | 21 marzo 2021     | 29     | Saint Petersburg, Florida     | Fastlane                               | R-Truth schienò Average subito dopo dinanzi allo stand della Old Spice. | [ 74 ] |
| †   | Akira Tozawa        | 9      | 19 aprile 2021    | <1     | Tampa, Florida                | —                                      | Tozawa schienò R-Truth nel backstage. Tale cambio di titolo è stato mandato in onda su YouTube. Regno non riconosciuto dalla WWE. | [ 75 ] |
| †   | Joseph Average      | 2      | 19 aprile 2021    | <1     | Tampa, Florida                | —                                      | Average schienò Tozawa nel backstage. Tale cambio di titolo è stato mandato in onda su YouTube. Regno non riconosciuto dalla WWE. | [ 75 ] |
| †   | R-Truth             | 52     | 19 aprile 2021    | 28     | Tampa, Florida                | —                                      | R-Truth schienò Average nel backstage. Tale cambio di titolo è stato mandato in onda su YouTube. Regno non riconosciuto dalla WWE, che però riconosce R-Truth come un cinquantadue volte campione, segnando tale regno come iniziato il 21 marzo 2021 e terminato il 17 maggio 2021. | [ 75 ] |
| 142 | Akira Tozawa        | 10(9)  | 17 maggio 2021    | 42     | Saint Petersburg, Florida     | Raw                                    | Tozawa schienò R-Truth nel backstage. Il sito ufficiale della WWE riconosce questo come il nono regno di Tozawa senza i tre precedenti cambi di titolo, nonostante venga riconosciuto che Tozawa abbia interrotto il cinquantaduesimo regno di R-Truth.                              | [ 76 ] |
| 143 | Drew Gulak          | 7      | 28 giugno 2021    | <1     | Tampa, Florida                | Raw                                    | | [ 77 ] |
| 144 | R-Truth             | 53(52) | 28 giugno 2021    | <1     | Tampa, Florida                | Raw                                    | | [ 77 ] |
| 145 | Akira Tozawa        | 11(10) | 28 giugno 2021    | 21     | Tampa, Florida                | Raw                                    | | [ 77 ] |
| 146 | Reginald            | 1      | 19 luglio 2021    | 112    | Dallas, Texas                 | Raw                                    | | [ 78 ] |
| 147 | Drake Maverick      | 7      | 8 novembre 2021   | <1     | Louisville, Kentucky          | Raw                                    | | [ 79 ] |
| 148 | Akira Tozawa        | 12(11) | 8 novembre 2021   | <1     | Louisville, Kentucky          | Raw                                    | | [ 79 ] |
| 149 | Corey Graves        | 1      | 8 novembre 2021   | <1     | Louisville, Kentucky          | Raw                                    | Graves schienò Tozawa fuori dal ring. | [ 79 ] |
| 150 | Byron Saxton        | 1      | 8 novembre 2021   | <1     | Louisville, Kentucky          | Raw                                    | Saxton schienò Graves fuori dal ring. | [ 79 ] |
| 151 | Drake Maverick      | 8      | 8 novembre 2021   | <1     | Louisville, Kentucky          | Raw                                    | Maverick schienò Saxton fuori dal ring. | [ 79 ] |
| 152 | Reggie              | 2      | 8 novembre 2021   | 14     | Louisville, Kentucky          | Raw                                    | | [ 79 ] |
| 153 | Cedric Alexander    | 3      | 22 novembre 2021  | <1     | Brooklyn, New York            | Raw                                    | | [ 80 ] |
| 154 | Dana Brooke         | 1      | 22 novembre 2021  | 84     | Brooklyn, New York            | Raw                                    | | [ 80 ] |
| 155 | Reggie              | 3      | 14 febbraio 2022  | 7      | Indianapolis, Indiana         | Raw                                    | Reggie schienò Dana in un ristorante. | [ 81 ] |
| 156 | Dana Brooke         | 2      | 21 febbraio 2022  | 56     | Columbia, Carolina del Sud    | Raw                                    | | [ 82 ] |
| 157 | Reggie              | 4      | 18 aprile 2022    | <1     | Buffalo, New York             | Raw                                    | | [ 83 ] |
| 158 | Tamina              | 2      | 18 aprile 2022    | <1     | Buffalo, New York             | Raw                                    | | [ 83 ] |
| 159 | Akira Tozawa        | 13(12) | 18 aprile 2022    | <1     | Buffalo, New York             | Raw                                    | | [ 83 ] |
| 160 | Dana Brooke         | 3      | 18 aprile 2022    | 14     | Buffalo, New York             | Raw                                    | | [ 83 ] |
| 161 | Nikki A.S.H.        | 1      | 2 maggio 2022     | <1     | Greensboro, Carolina del Nord | Raw                                    | Nikki schienò Dana nel backstage. | [ 84 ] |
| 162 | Dana Brooke         | 4      | 2 maggio 2022     | 28     | Greensboro, Carolina del Nord | Raw                                    | | [ 84 ] |
| 163 | Tamina              | 3      | 30 maggio 2022    | <1     | Des Moines, Iowa              | Raw                                    | Tamina schienò Dana durante il Miz TV. | [ 85 ] |
| 164 | Akira Tozawa        | 14(13) | 30 maggio 2022    | 7      | Des Moines, Iowa              | Raw                                    | Tozawa schienò Tamina durante il Miz TV. | [ 85 ] |
| 165 | Dana Brooke         | 5      | 6 giugno 2022     | 14     | Green Bay, Wisconsin          | Raw                                    | Dana schienò Tozawa mentre questa stava affrontando Becky Lynch. | [ 86 ] |
| 166 | Doudrop             | 1      | 20 giugno 2022    | <1     | Lincoln, Nebraska             | Main Event                             | In onda il 23 giugno 2022. | [ 87 ] |
| 167 | Akira Tozawa        | 15(14) | 20 giugno 2022    | <1     | Lincoln, Nebraska             | Main Event                             | In onda il 23 giugno 2022. | [ 87 ] |
| 168 | R-Truth             | 54(53) | 20 giugno 2022    | <1     | Lincoln, Nebraska             | Main Event                             | In onda il 23 giugno 2022. | [ 87 ] |
| 169 | Nikki A.S.H.        | 2      | 20 giugno 2022    | <1     | Lincoln, Nebraska             | Main Event                             | Nikki schienò R-Truth fuori dal ring. In onda il 23 giugno 2022. | [ 87 ] |
| 170 | Dana Brooke         | 6      | 20 giugno 2022    | 28     | Lincoln, Nebraska             | Main Event                             | In onda il 23 giugno 2022. | [ 87 ] |
| 171 | Carmella            | 3      | 9 luglio 2022     | <1     | Bossier City, Louisiana       | House Show                             | | [ 88 ] |
| 172 | Dana Brooke         | 7      | 9 luglio 2022     | 1      | Bossier City, Louisiana       | House Show                             | | [ 88 ] |
| 173 | Carmella            | 4      | 10 luglio 2022    | <1     | Waco, Texas                   | House Show                             | | [ 88 ] |
| 174 | Dana Brooke         | 8      | 10 luglio 2022    | 8      | Waco, Texas                   | House Show                             | | [ 88 ] |
| 175 | Akira Tozawa        | 16(15) | 18 luglio 2022    | <1     | Tampa, Florida                | Raw                                    | Tozawa schienò Dana fuori dal ring durante un Six-woman Tag Team match. | [ 89 ] |
| 176 | Nikki A.S.H.        | 3      | 18 luglio 2022    | <1     | Tampa, Florida                | Raw                                    | Nikki schienò Tozawa sul ring durante un Six-woman Tag Team match. | [ 89 ] |
| 177 | Alexa Bliss         | 1      | 18 luglio 2022    | <1     | Tampa, Florida                | Raw                                    | Alexa schienò Nikki sul ring durante un Six-woman Tag Team match. | [ 89 ] |
| 178 | Doudrop             | 2      | 18 luglio 2022    | <1     | Tampa, Florida                | Raw                                    | Doudrop schienò Alexa sul ring durante un Six-woman Tag Team match. | [ 89 ] |
| 179 | Tamina              | 4      | 18 luglio 2022    | <1     | Tampa, Florida                | Raw                                    | Tamina schienò Doudrop sul ring durante un Six-woman Tag Team match. | [ 89 ] |
| 180 | Dana Brooke         | 9      | 18 luglio 2022    | 33     | Tampa, Florida                | Raw                                    | Dana schienò Tamina sul ring durante un Six-woman Tag Team match. | [ 89 ] |
| 181 | Nikki A.S.H.        | 4      | 20 agosto 2022    | <1     | Kingston                      | House Show                             | | [ 90 ] |
| 182 | Tamina              | 5      | 20 agosto 2022    | <1     | Kingston                      | House Show                             | | [ 90 ] |
| 183 | Dana Brooke         | 10     | 20 agosto 2022    | 1      | Kingston                      | House Show                             | | [ 90 ] |
| 184 | Nikki A.S.H.        | 5      | 21 agosto 2022    | <1     | London                        | House Show                             | | [ 91 ] |
| 185 | Shawn Bennett       | 1      | 21 agosto 2022    | <1     | London                        | House Show                             | | [ 91 ] |
| 186 | Tamina              | 6      | 21 agosto 2022    | <1     | London                        | House Show                             | | [ 91 ] |
| 187 | Dana Brooke         | 11     | 21 agosto 2022    | 20     | London                        | House Show                             | | [ 91 ] |
| 188 | Nikki A.S.H.        | 6      | 10 settembre 2022 | <1     | Colorado Springs, Colorado    | House Show                             | | [ 92 ] |
| 189 | Eddie Orengo        | 1      | 10 settembre 2022 | <1     | Colorado Springs, Colorado    | House Show                             | | [ 92 ] |
| 190 | Tamina              | 7      | 10 settembre 2022 | <1     | Colorado Springs, Colorado    | House Show                             | | [ 92 ] |
| 191 | Dana Brooke         | 12     | 10 settembre 2022 | 14     | Colorado Springs, Colorado    | House Show                             | | [ 92 ] |
| 192 | Nikki A.S.H.        | 7      | 24 settembre 2022 | <1     | Vancouver                     | House Show                             | | [ 93 ] |
| 193 | Daphanie LaShaunn   | 1      | 24 settembre 2022 | <1     | Vancouver                     | House Show                             | | [ 93 ] |
| 194 | Nikki A.S.H.        | 8      | 24 settembre 2022 | <1     | Vancouver                     | House Show                             | | [ 93 ] |
| 195 | Dana Brooke         | 13     | 24 settembre 2022 | 44     | Vancouver                     | House Show                             | | [ 93 ] |
| 196 | Nikki Cross         | 9      | 29 ottobre 2022   | <1     | Monterrey                     | House Show                             | | [ 94 ] |
| 197 | Tamina              | 8      | 29 ottobre 2022   | <1     | Monterrey                     | House Show                             | | [ 94 ] |
| 198 | Dana Brooke         | 14     | 29 ottobre 2022   | 1      | Monterrey                     | House Show                             | | [ 94 ] |
| 199 | Nikki Cross         | 10     | 30 ottobre 2022   | <1     | Città del Messico             | House Show                             | | [ 95 ] |
| 200 | Tamina              | 9      | 30 ottobre 2022   | <1     | Città del Messico             | House Show                             | | [ 95 ] |
| 201 | Dana Brooke         | 15     | 30 ottobre 2022   | 8      | Città del Messico             | House Show                             | | [ 95 ] |
| 202 | Nikki Cross         | 11     | 7 novembre 2022   | <1     | Wilkes-Barre, Pennsylvania    | Raw                                    | | [ 96 ] |
| —   | Ritirato            | —      | 9 novembre 2022   | —      | —                             | —                                      | Nella puntata di Raw del 7 novembre, nel backstage, Cross gettò la cintura in un bidone della spazzatura. Il titolo venne in seguito ritirato. | [ 97 ] |